# (399) Perséphone
Pour les articles homonymes, voir Perséphone (homonymie).
(399) Perséphone est un astéroïde de la ceinture principale découvert par Max Wolf le 23 février 1895.